# Motel One

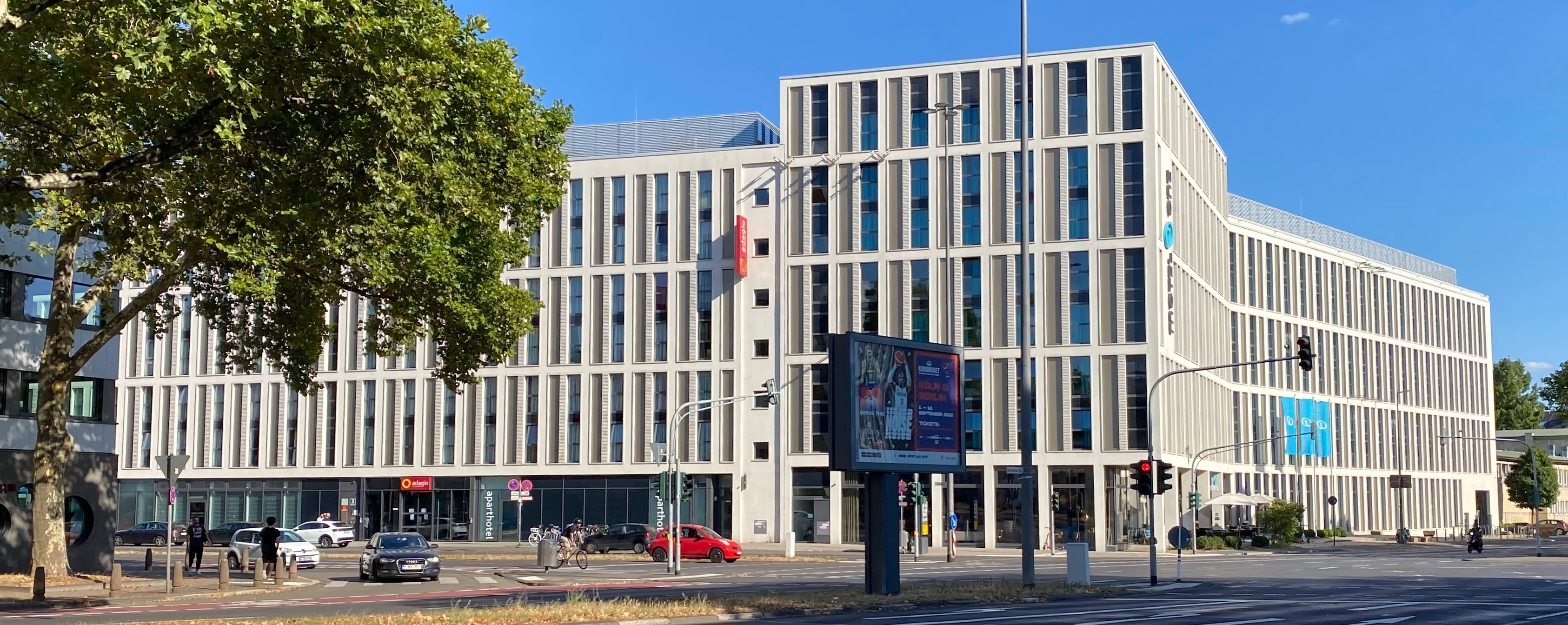
Motel-One-Hotel in Köln

Motel One ist die deutsche Holding einer international tätigen Hotelgruppe mit 100 Hotels und 28.197 Zimmern in 13 Ländern (Stand: Juni 2025).
Motel One wurde im Jahre 2000 von Dieter Müller (ehemals Accor) gegründet, der heute den Aufsichtsrat der Hotelmarke leitet. 2022 gründete die Motel One GmbH mit The Cloud One Hotels ihre zweite Hotel-Marke.

## Geschichte
2000 eröffnete in Offenbach das erste Hotel. Weitere in der Nähe deutscher Großstädte folgten kontinuierlich.
Ab 2003 änderte das Unternehmen seine Strategie und sucht seitdem bevorzugt Innenstadt-Lagen, nahe Sehenswürdigkeiten, touristischen Attraktionen oder mit guter Verkehrsanbindung. Das erste zentral gelegene Hotel eröffnete in Berlin-Mitte. Auswahlkriterien bei der Errichtung neuer Häuser sind Qualität, Lage, Design, Preis und Individualität.
Im Jahr 2006 stellte die Hotelgruppe erstmals in Hotels in Nürnberg und Hamburg das Markenzeichen, die türkisen Egg Chairs von Arne Jacobson, vor, deren Farbe und Form sich bis heute im Logo wiederfindet.
Mit der Eröffnung von Hotels in Salzburg und Wien 2011 begann die Expansion in europäische Metropolen. 2012 entstand das erste Motel One in Großbritannien in Edinburgh. Mit dem Motel One Wien-Prater eröffnete 2013 das zehntausendste Motel One Zimmer. 2014 startete die interne Trainingsakademie „One University“ auf dem Motel One Campus am Standort München.
2015 verkaufte Motel One neun kleinere Hotels der ersten Stunde (Offenbach, Ratingen, Düsseldorf-City, Schweinfurt, Hannover, Kassel, Berlin-Dreilinden, Köln-West, München-Putzbrunn).
2017 begann Motel One das digitale Membership-Programm „beOne“. Zudem eröffneten neue Flagships mit dem Motel One Berlin-Upper West und dem bislang größten Motel One Berlin-Alexanderplatz mit 708 Zimmern. Seit 2018 ist Motel One mit Hotels in Barcelona und Paris auch in Spanien und Frankreich vertreten. 2019 eröffnete mit dem Motel One Warschau-Chopin das erste Hotel der Kette in Polen.
Seit 2022 wird in New York ein bisheriges Courtyard by Marriott in unmittelbarer Nähe des World Trade Centers in einer höheren Preiskategorie unter eigenem Markenauftritt The Cloud One betrieben. Anschließend folgten Openings der neuen Lifestyle-Marke The Cloud One in Hamburg, Nürnberg, Prag und seitdem Frühjahr 2025 in Düsseldorf.
Im März 2025 gab die Motel One Group bekannt, dass die französische Private-Equity-Gesellschaft PAI partners einen Anteil von 80 Prozent am operativen Geschäft der Motel One Group übernehmen wird. Unternehmensgründer Dieter Müller bleibt Chairman. Der Immobilienarm der Hotelgruppe war zuvor abgespalten worden. Die Transaktion soll im zweiten Quartal 2025 abgeschlossen werden.
Im April 2025 wurde mit dem neuen Motel One München-Hauptbahnhof das 100. Hotel der Budget-Designmarke eröffnet.

## Allgemeines

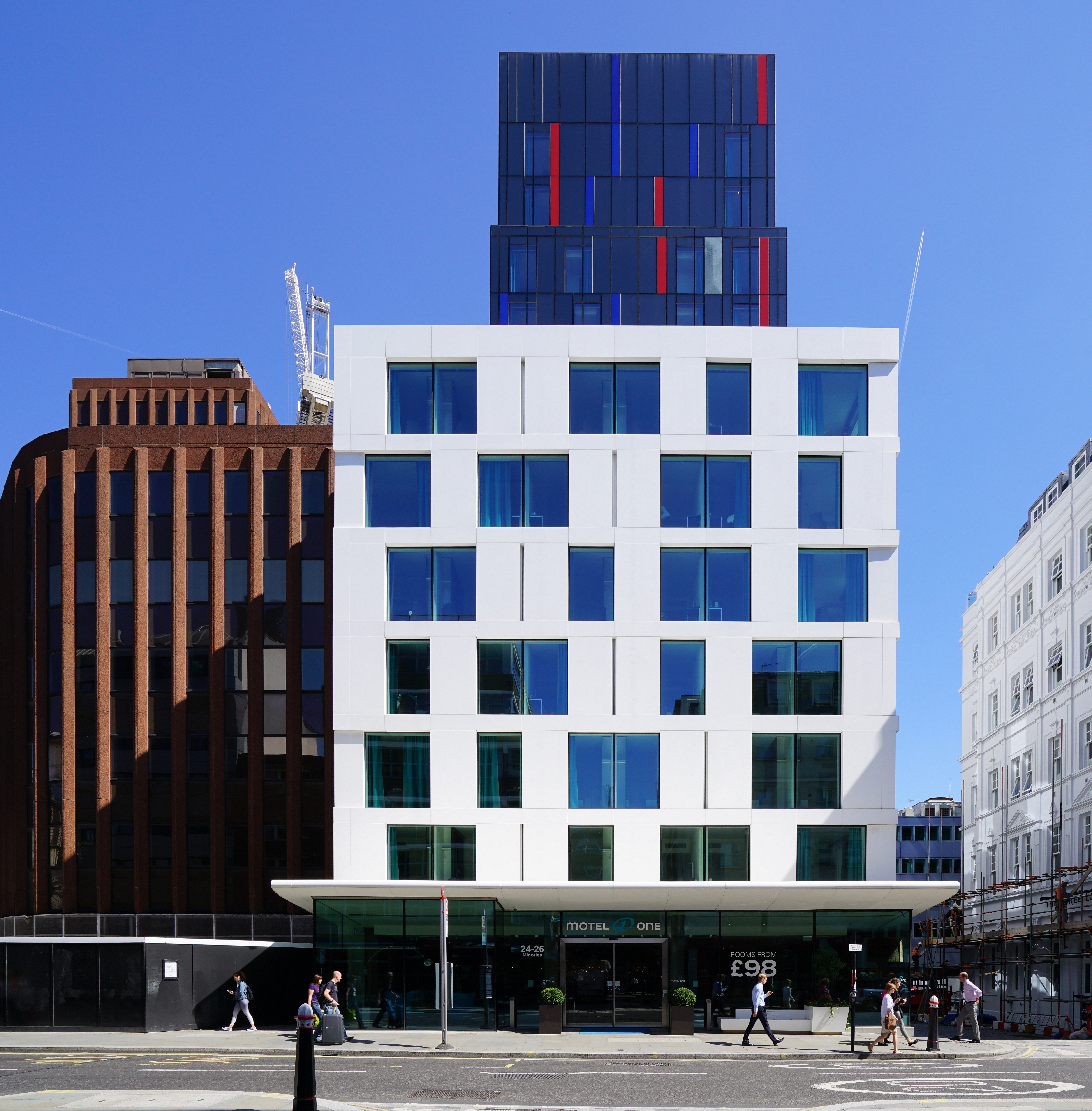
Das erste Motel One in England: Das Motel One London-Tower-Hill in der City of London

Im August 2025 wuchs das vertraglich gesicherte Hotelportfolio auf weltweit 134 Häuser mit fast 38.000 Zimmern in 13 Ländern: Deutschland, Österreich, Schweiz, Belgien, Dänemark, Tschechien, Spanien, Polen, Frankreich, Großbritannien, den Niederlanden, USA und Irland.
Zehn der Hotels stehen allein in München und 28 neue Standorte sind in Planung.
Motel One ist Begründer und Vorreiter des Budget-Design-Konzepts. Bei der Einrichtung engagiert das Unternehmen lokale Künstler, die jedem Haus eine individuelle Note verleihen. Gleichzeitig bilden der Egg Chair und die Farbe Türkis konstante Design-Elemente an allen Standorten.
Die Innenausstattung der Hotels ist in modernem Design gehalten und verwendet oft die Corporate-Identity-Farbe Türkis. Motel One bietet dem Gast ein durchschnittlich 15,8 Quadratmeter großes Zimmer, verzichtet auf Schrank, Telefon, Minibar und Zimmerservice. Ein weiteres wichtiges Element ist die großzügig gestaltete Lobby.
Unter dem Namen Rooftop One Bars betreibt die Kette zudem sieben Bars beziehungsweise Cafés, die über Panoramablicke und Dachterrassen verfügen. Diese befinden sich an den Standorten Berlin-Upper West, Berlin-Alexanderplatz, Leipzig-Post, München-Parkstadt Schwabing, Ulm, Rotterdam und Innsbruck.

## Geschäftliches

### Anteilseigner
Insgesamt hält die One Hotels & Resorts AG 64,72 Prozent der Anteile an der Motel One GmbH. 35 Prozent der Anteile gehörten der Private-Equity-Gesellschaft Proprium Capital Partners und weitere 0,28 Prozent hält Philippe Weyland, stellvertretender Vorsitzender des Aufsichtsrats der One Hotels & Resorts AG.
2024 übernahm die Investorengruppe um Dieter Müller für 1,25 Milliarden Euro den 35-Prozent-Anteil von Proprium, den Proprium 2007 für 65 Millionen Euro erworben hatte.

### Geschäftszahlen
Die im Geschäftsjahr 2018 erreichte Gesamtauslastung von knapp 77 Prozent wurde auch 2023 wieder bestätigt. Mit einer positiven Preisentwicklung wuchs der Umsatz pro verfügbarem Zimmer im zweiten Quartal 2023 auf 102 Euro und liegt mit 27 % über 2019. Auf dieser Basis wurde im zweiten Quartal 2023 ein Umsatz von 234 (Vorjahr 177) Millionen Euro erwirtschaftet, ein Plus von 59 % gegenüber 2019. Das Ergebnis vor Zinsen, Steuern und Abschreibungen (EBITDA) stieg im abgelaufenen Quartal auf 91 Millionen Euro (Vorjahr 63 Millionen) und damit um 76 % zum vergleichbaren Vor-Corona-Quartal 2019.

## Projekte

### One University
Die One University auf dem One Campus am Hauptsitz in München ist eine Motel One-eigene Trainingsakademie. In Zusammenarbeit mit der Internationalen Hochschule Bad Honnef (IUBH) bietet Motel One dort ein Duales Studium zum Bachelor of Arts in Tourismuswirtschaft mit dem Schwerpunkt Hotelmanagement.

### One Foundation
Im Jahr 2017 gründete Motel One die „One Foundation“. In ersten Projekten in München und Berlin unterstützt die Stiftung, begleitet von der One University, benachteiligte Menschen und Schutzsuchende bei der Integration sowie Aus- und Weiterbildung in Schule und Beruf.

## Auszeichnungen (Auswahl)
- 2009: Hotelier des Jahres[23]
- 2012: Bestes Budget-Hotel[24]
- Lifetime Achievement Award (IHIF) für CEO Dieter Müller[25]
- 2017: Arbeitgeber des Jahres[26]
- 2018: Preis-Leistungs-Sieger[27]
- 2018: Game Changer Award in der Kategorie Product & Service Innovation[28]
- 2019: Preis-Leistungs-Sieger[29]
- 2021: eLearning Award in der Kategorie „Bildungstechnologie Implementierung“[30]